# Росвянка
Росвянка — река в Калужской области России.
Протекает по территории Бабынинского района и городского округа города Калуги. Впадает в реку Угру в 2 км от её устья по правому берегу. Длина реки составляет 16 км, площадь водосборного бассейна — 72,5 км².

## Данные водного реестра
По данным государственного водного реестра России относится к Окскому бассейновому округу, водохозяйственный участок реки — Угра от истока и до устья, речной подбассейн реки — Бассейны притоков Оки до впадения Мокши. Речной бассейн реки — Ока.
Код объекта в государственном водном реестре — 09010100412110000021641.